# Morti il 16 marzo
| Questa pagina contiene informazioni ricavate automaticamente dalle voci biografiche con l'ausilio del template Bio e di un bot. L'aggiornamento è periodico e automatico e ricostruisce completamente la pagina. Se manca una persona in questa lista, sei pregato di non aggiungerla, ma accertati piuttosto che la sua voce biografica contenga il template Bio e che i dati anagrafici siano correttamente compilati. Se il template Bio manca, inseriscilo tu stesso o, in alternativa, metti l'avviso {{tmp\|Bio}} che ne segnala la mancanza. Se i dati riportati sono sbagliati, correggi direttamente la voce biografica; le modifiche saranno visibili in questa lista entro pochi giorni. Per chiarimenti vedi il progetto biografie. La lista contiene solo le 518 persone che sono citate nell'enciclopedia e per le quali è stato implementato correttamente il template Bio. Pagina aggiornata al 25 lug 2025. |

## I secolo(1)
- 37 - Tiberio, militare e imperatore romano (n. 42 a.C.)

## IV secolo(1)
- 306 - Ciriaco di Roma, santo

## V secolo(3)
- 453 - Attila, condottiero e sovrano unno
- 455 - Eraclio, politico romano
- 455 - Valentiniano III, imperatore romano (n. 419)

## VII secolo(1)
- 670 - Eusebia di Hamage, badessa franca (n. 637)

## X secolo(1)
- 907 - Michele III di Alessandria, arcivescovo cristiano orientale egiziano

## XI secolo(2)
- 1021 - Eriberto di Colonia, arcivescovo tedesco
- 1072 - Adalberto di Brema, arcivescovo cattolico tedesco

## XII secolo(3)
- 1138 - Tancredi d'Altavilla, politico normanno
- 1184 - Giovanni de Surdis Cacciafronte, vescovo cattolico italiano (n. 1125)
- 1185 - Baldovino IV di Gerusalemme, sovrano franco (n. 1161)

## XIII secolo(2)
- 1279 - Giovanna di Dammartin, regina (n. 1220)
- 1282 - Torello da Poppi, monaco cristiano italiano

## XIV secolo(3)
- 1314 - Francesco da Petriolo, religioso italiano (n. 1270)
- 1322 - Humphrey de Bohun, IV conte di Hereford, militare britannico (n. 1276)
- 1330 - Betto di Alliata, politico, diplomatico e mercante italiano

## XV secolo(5)
- 1405 - Antonio Guarco, doge (n. 1360)
- 1405 - Margherita III di Fiandra, contessa (n. 1350)
- 1410 - John Beaufort, I conte di Somerset, nobile
- 1425 - Leonardo Dati, umanista italiano (n. 1360)
- 1485 - Anna Neville, sovrana inglese (n. 1456)

## XVI secolo(10)
- 1507 - Baldassarre di Meclemburgo, vescovo cattolico tedesco (n. 1451)
- 1508 - Shimazu Tadamasa, militare giapponese (n. 1463)
- 1521 - Martin Waldseemüller, cartografo e umanista tedesco (n. 1470)
- 1534 - Scipione Provaglio, politico italiano
- 1544 - Ludovico V del Palatinato, nobile (n. 1478)
- 1547 - François Vatable, ebraista e teologo francese
- 1554 - Sabba da Castiglione, religioso, letterato e umanista italiano (n. 1480)
- 1570 - Ippolita Gonzaga, nobile italiana (n. 1503)
- 1583 - Bernardino Brugnoli, architetto italiano (n. 1538)
- 1591 - Alfonso Piccolomini Todeschini, condottiero italiano (n. 1558)

## XVII secolo(19)
- 1606 - Gaspar de Zúñiga, nobile spagnolo (n. 1560)
- 1613 - Ikeda Terumasa, militare giapponese (n. 1565)
- 1618 - Giovanni Bembo, doge (n. 1543)
- 1626 - Giovanni Niccolò, gesuita italiano (n. 1560)
- 1629 - Emilia di Nassau, principessa (n. 1569)
- 1632 - Bradamante d'Este, nobildonna italiana
- 1639 - Pieter de Neyn, pittore, illustratore e architetto olandese (n. 1597)
- 1648 - Tozawa Masamori, guerrigliero giapponese (n. 1585)
- 1649 - Giovanni de Brébeuf, missionario, presbitero e gesuita francese (n. 1593)
- 1650 - Sofia Elisabetta di Brandeburgo, principessa tedesca (n. 1616)
- 1650 - Alvise Valaresso, politico e diplomatico italiano (n. 1588)
- 1670 - Johann Rudolph Glauber, alchimista, farmacista e chimico tedesco (n. 1604)
- 1675 - Francesco Giuseppe di Guisa, nobile francese (n. 1670)
- 1676 - Henri de Guénegaud, politico e nobile francese (n. 1609)
- 1677 - Evaristo Baschenis, pittore italiano (n. 1617)
- 1681 - Oswald Krad, scultore austriaco
- 1689 - Sebastian Johann von Pötting, vescovo cattolico tedesco (n. 1628)
- 1691 - Elizabeth Somerset, nobile britannica (n. 1634)
- 1698 - Leonora Cristina Ulfeldt, contessa (n. 1621)

## XVIII secolo(19)
- 1712 - Giovanni Giorgio di Sassonia-Weissenfels, duca (n. 1677)
- 1718 - Carlo Palma, vescovo cattolico italiano (n. 1643)
- 1723 - Ya'arab bin Bel'arab, sovrano omanita
- 1731 - Pietro Grassi, vescovo cattolico italiano (n. 1666)
- 1736 - Giovanni Battista Pergolesi, compositore, organista e violinista italiano (n. 1710)
- 1738 - George Bähr, architetto tedesco (n. 1666)
- 1741 - Eleonora Luisa Gonzaga, nobile (n. 1686)
- 1743 - Jean-Baptiste Matho, compositore francese (n. 1663)
- 1747 - Cristiano Augusto di Anhalt-Zerbst, generale prussiano (n. 1690)
- 1756 - Antonio Bernacchi, contralto italiano (n. 1685)
- 1764 - Fryderyk August Rutowski, generale e nobile polacco (n. 1702)
- 1766 - Henrietta von Bünau, nobildonna tedesca (n. 1737)
- 1766 - John West, I conte De La Warr, politico e ufficiale inglese (n. 1693)
- 1767 - John Shackleton, pittore inglese
- 1776 - Cristoforo Sizzo de Noris, vescovo cattolico austriaco (n. 1706)
- 1778 - Jacques-François Carrault, imprenditore francese (n. 1701)
- 1781 - Gaspard de Clermont-Tonnerre, nobile e militare francese (n. 1688)
- 1797 - Cristina Roccati, fisica e poetessa italiana (n. 1732)
- 1798 - Aloys Blumauer, scrittore austriaco (n. 1755)

## XIX secolo(60)
- 1801 - Aleksandra Pavlovna Romanova, nobile russa (n. 1783)
- 1804 - Francesco Albergati Capacelli, scrittore, politico e commediografo italiano (n. 1728)
- 1804 - Henrik Gabriel Portham, scrittore e linguista finlandese (n. 1739)
- 1805 - Franz Xaver von Wulfen, botanico, geologo e alpinista austriaco (n. 1728)
- 1806 - Giuseppe Colla, compositore italiano (n. 1731)
- 1807 - Hyde Parker, ammiraglio britannico (n. 1739)
- 1809 - Giuseppe Colucci, storico e antiquario italiano (n. 1752)
- 1815 - Gioacchino Maria Adami, politico italiano (n. 1739)
- 1816 - Roger Ducos, politico francese (n. 1747)
- 1816 - Giuseppe Jannacconi, compositore italiano (n. 1740)
- 1819 - Nicolas Séjan, organista, clavicembalista e compositore francese (n. 1745)
- 1822 - Jeanne Louise Henriette Campan, scrittrice francese (n. 1752)
- 1825 - Pierre Augustin Béclard, chirurgo e anatomista francese (n. 1785)
- 1826 - Karlis Vatsons, giornalista lettone (n. 1777)
- 1830 - Carmelo Moncada Oneto, nobile, politico e militare italiano (n. 1743)
- 1832 - Anton Reinhard Falck, politico olandese (n. 1777)
- 1837 - François-Xavier Fabre, pittore e collezionista d'arte francese (n. 1766)
- 1838 - Carlo Boucheron, filologo classico italiano (n. 1773)
- 1838 - Nathaniel Bowditch, matematico e astronomo statunitense (n. 1773)
- 1841 - Juan Francisco Marco y Catalán, cardinale spagnolo (n. 1771)
- 1841 - Félix Savart, fisico e medico francese (n. 1791)
- 1842 - Maurits Hansen, scrittore e insegnante norvegese (n. 1794)
- 1842 - Bernard Howard, XII duca di Norfolk, nobile inglese (n. 1765)
- 1844 - Mauro Bernardini, letterato e religioso italiano (n. 1776)
- 1844 - Giovanni Luigi De Boni, architetto italiano (n. 1771)
- 1848 - Charles de Charette de La Contrie, ufficiale francese (n. 1796)
- 1849 - Pasquale Massacra, pittore italiano (n. 1819)
- 1851 - Fedele Amante, astronomo, geodeta e docente italiano (n. 1794)
- 1854 - Johann Ender, pittore austriaco (n. 1793)
- 1858 - Christian Gottfried Daniel Nees von Esenbeck, botanico, entomologo e fisico tedesco (n. 1776)
- 1858 - Osip Ivanovič Senkovskij, scrittore, giornalista e orientalista russo (n. 1800)
- 1861 - Vittoria di Sassonia-Coburgo-Saalfeld, nobildonna (n. 1786)
- 1862 - Giovanni Milani, ingegnere italiano (n. 1789)
- 1868 - David Wilmot, politico e giudice statunitense (n. 1814)
- 1871 - Francesco Paolo Palizzi, pittore italiano (n. 1825)
- 1872 - José Maria Rita de Castelo Branco, militare e politico portoghese (n. 1788)
- 1873 - Cesare Valerio, politico italiano (n. 1820)
- 1874 - Otto Krisch, esploratore austriaco (n. 1845)
- 1875 - Filippo Gnaccarini, scultore italiano (n. 1804)
- 1877 - John Bede Polding, arcivescovo cattolico britannico (n. 1794)
- 1881 - Hugues Merle, pittore francese (n. 1822)
- 1886 - Ettore Nucci, politico italiano (n. 1836)
- 1886 - Paolo Pellicano, presbitero e patriota italiano (n. 1813)
- 1887 - Johann Georg Nef, imprenditore e politico svizzero (n. 1809)
- 1889 - Bartolomeo Cecchetti, storico e archivista italiano (n. 1838)
- 1889 - Isabelle Hittorff, archeologa francese (n. 1832)
- 1889 - Alexander von Metz, generale austriaco (n. 1826)
- 1889 - Ernst Wilhelm Tempel, astronomo tedesco (n. 1821)
- 1890 - Zorka del Montenegro, principessa montenegrina (n. 1864)
- 1892 - Edward Augustus Freeman, storico inglese (n. 1823)
- 1893 - Pakubuwono IX, sovrano indonesiano (n. 1830)
- 1894 - Eliodoro Lombardi, poeta e scrittore italiano (n. 1834)
- 1895 - John Broadus, predicatore e teologo statunitense (n. 1827)
- 1897 - Bernardino Grimaldi, politico italiano (n. 1839)
- 1898 - Aubrey Beardsley, illustratore, scrittore e pittore inglese (n. 1872)
- 1898 - Saverio Gerbino, vescovo cattolico italiano (n. 1814)
- 1899 - Giorgio Bandini, pittore e restauratore italiano (n. 1830)
- 1899 - Edmond Schérer, critico letterario, teologo e politico francese (n. 1815)
- 1900 - Frederic William Burton, pittore irlandese (n. 1816)
- 1900 - Gustav Karsten, fisico tedesco (n. 1820)

## XX secolo(249)
- 1901 - Jane Freshfield, scrittrice e alpinista inglese (n. 1814)
- 1903 - Roy Bean, giurista statunitense (n. 1825)
- 1904 - Gaetano Giorgio Gemmellaro, geologo, paleontologo e politico italiano (n. 1832)
- 1904 - Emilio Pascale, politico italiano (n. 1830)
- 1906 - Giulio De Angelis, architetto italiano (n. 1845)
- 1906 - Césaire Phisalix, fisico e biologo francese (n. 1852)
- 1907 - Parmenio Bettoli, giornalista, scrittore e commediografo italiano (n. 1835)
- 1907 - Wilhelm Neumann, architetto tedesco (n. 1826)
- 1909 - Michele Cardona, magistrato e politico italiano (n. 1833)
- 1909 - Adalbert Matkowsky, attore tedesco (n. 1857)
- 1909 - Léo Melliet, avvocato e politico francese (n. 1843)
- 1909 - Alfonso Visocchi, politico italiano (n. 1831)
- 1910 - Giuseppe Candiani, farmacista e imprenditore italiano (n. 1830)
- 1910 - Joe Capilano, nativo americano (n. 1850)
- 1910 - Eduard Pflüger, fisiologo tedesco (n. 1829)
- 1912 - Elizabeth Forbes, pittrice canadese (n. 1859)
- 1912 - Louisa Hamilton, nobildonna scozzese (n. 1836)
- 1913 - Louis-Maurice Boutet de Monvel, pittore e illustratore francese (n. 1850)
- 1913 - Friedrich Lüthi, tiratore a segno svizzero (n. 1850)
- 1914 - Gaston Calmette, giornalista francese (n. 1858)
- 1914 - Charles Albert Gobat, politico svizzero (n. 1843)
- 1914 - Edward Singleton Holden, astronomo statunitense (n. 1846)
- 1914 - John Murray, oceanografo britannico (n. 1841)
- 1915 - René Camard, calciatore francese (n. 1887)
- 1917 - Timothy McCarthy, esploratore e marinaio irlandese (n. 1888)
- 1917 - John Studebaker, imprenditore statunitense (n. 1833)
- 1918 - Karl Brand, scrittore, poeta e giornalista ceco (n. 1895)
- 1918 - José Joaquim Teixeira Lopes, scultore e ceramista portoghese (n. 1837)
- 1919 - Jakov Michajlovič Sverdlov, politico sovietico (n. 1885)
- 1920 - Pasquale Martignetti, politico italiano (n. 1844)
- 1920 - Ernst Schwalbe, patologo tedesco (n. 1871)
- 1921 - Olinto De Pretto, agronomo e imprenditore italiano (n. 1857)
- 1921 - Ercole Luigi Morselli, scrittore e drammaturgo italiano (n. 1882)
- 1923 - George Cholmondeley, IV marchese di Cholmondeley, nobile inglese (n. 1858)
- 1923 - Milena Vukotić, regina montenegrina (n. 1847)
- 1925 - Henri Cordier, linguista, storico e scrittore francese (n. 1849)
- 1925 - August von Wassermann, medico tedesco (n. 1866)
- 1927 - William Exshaw, velista britannico (n. 1866)
- 1927 - Magdeleine Real del Sarte, pittrice francese (n. 1853)
- 1930 - Charles Grinstead, tennista britannico (n. 1860)
- 1930 - Miguel Primo de Rivera, generale e politico spagnolo (n. 1870)
- 1931 - Oronzo Andriani, generale e aviatore italiano (n. 1878)
- 1931 - James Neill, attore e regista statunitense (n. 1860)
- 1931 - Alf Swahn, tiratore a segno svedese (n. 1879)
- 1931 - Gerold Meyer von Knonau, storico svizzero (n. 1843)
- 1933 - Piero Benedetti, matematico italiano (n. 1876)
- 1933 - Émile Chapelier, scrittore, anarchico e esperantista belga (n. 1870)
- 1933 - Alfréd Haar, matematico ungherese (n. 1885)
- 1935 - John James Rickard Macleod, medico britannico (n. 1876)
- 1935 - Aaron Nimzowitsch, scacchista e scrittore lettone (n. 1886)
- 1936 - Marguerite Durand, giornalista francese (n. 1864)
- 1937 - Eduardo Bottigliero, organista e compositore italiano (n. 1864)
- 1937 - Austen Chamberlain, politico britannico (n. 1863)
- 1937 - Luigi Lagna, militare e aviatore italiano (n. 1918)
- 1937 - Benjamin Baker Moeur, politico statunitense (n. 1869)
- 1938 - Egon Friedell, filosofo, storico e giornalista austriaco (n. 1878)
- 1938 - Vincenzo Migliaro, pittore, scultore e incisore italiano (n. 1858)
- 1940 - Alfred Douglas-Hamilton, XIII duca di Hamilton, nobile scozzese (n. 1862)
- 1940 - Thomas Little Heath, matematico e traduttore inglese (n. 1861)
- 1940 - Selma Lagerlöf, scrittrice svedese (n. 1858)
- 1940 - Mura, scrittrice e giornalista italiana (n. 1892)
- 1940 - Samuel Untermyer, avvocato statunitense (n. 1858)
- 1940 - Andrea Zotti, aviatore italiano (n. 1905)
- 1941 - Angelo Barzon, militare italiano (n. 1893)
- 1941 - Attilio Basso, militare italiano (n. 1901)
- 1941 - Bortolo Castellani, militare italiano (n. 1905)
- 1941 - Bob Crompton, calciatore inglese (n. 1879)
- 1941 - Gaetano Tavoni, militare italiano (n. 1889)
- 1942 - Giovanni Battista Bagnasco, calciatore italiano (n. 1896)
- 1942 - John Stewart-Murray, VIII duca di Atholl, generale britannico (n. 1871)
- 1942 - August von Gödrich, ciclista su strada tedesco (n. 1859)
- 1943 - Carlo Pesce, avvocato, storico e poeta italiano (n. 1860)
- 1944 - Sauro Babini, partigiano e antifascista italiano (n. 1925)
- 1944 - Albert Graf von der Goltz, ufficiale tedesco (n. 1893)
- 1944 - David Prain, medico e botanico scozzese (n. 1857)
- 1944 - Şehzade Mehmed Abdülkadir, principe ottomano (n. 1878)
- 1945 - Lajos Buday, militare e aviatore ungherese (n. 1922)
- 1945 - Edmund Burke Delabarre, psicologo statunitense (n. 1863)
- 1945 - Maurice Halbwachs, filosofo e sociologo francese (n. 1877)
- 1945 - Börries von Münchausen, scrittore tedesco (n. 1874)
- 1945 - Sim Price, golfista statunitense (n. 1882)
- 1945 - Vittorio Staccione, calciatore italiano (n. 1904)
- 1947 - Edward Carr, maratoneta, mezzofondista e siepista statunitense (n. 1878)
- 1947 - Jack Powell, calciatore gallese (n. 1860)
- 1948 - Leo F. Forbstein, direttore d'orchestra e compositore statunitense (n. 1892)
- 1949 - Billy Hibbert, calciatore inglese (n. 1884)
- 1950 - André Cresson, filosofo francese (n. 1869)
- 1950 - Grigorij Petrovič Maksimov, anarchico russo (n. 1893)
- 1950 - Emanuele Stablum, medico e religioso italiano (n. 1895)
- 1951 - Olinto Dini, poeta italiano (n. 1873)
- 1951 - Janusz Jędrzejewicz, politico polacco (n. 1885)
- 1952 - Jack Budd, pallanuotista britannico (n. 1899)
- 1952 - Giunio Salvi, medico e politico italiano (n. 1869)
- 1953 - Vincenzo Bruzzese, pittore italiano (n. 1880)
- 1955 - Richard Becker, fisico tedesco (n. 1887)
- 1955 - Nicolas De Staël, pittore russo (n. 1914)
- 1955 - Luigi del Liechtenstein, principe austriaco (n. 1869)
- 1956 - Jack Curtis, attore statunitense (n. 1880)
- 1956 - Michael Moutoussis, militare e aviatore greco (n. 1885)
- 1957 - Constantin Brâncuși, scultore romeno (n. 1876)
- 1958 - Åke Åkerlund, medico svedese (n. 1887)
- 1958 - Robert Henry Pfeiffer, assiriologo statunitense (n. 1892)
- 1959 - Michele Adinolfi, prefetto e politico italiano (n. 1876)
- 1959 - Jops Reeman, calciatore olandese (n. 1886)
- 1959 - Paolo Stiz, generale italiano (n. 1891)
- 1960 - Giuseppe Chiot, presbitero italiano (n. 1879)
- 1960 - Abbie Mitchell, soprano statunitense (n. 1884)
- 1960 - Franco Michele Napolitano, musicista italiano (n. 1887)
- 1960 - Gérard Saint, ciclista su strada e pistard francese (n. 1935)
- 1960 - Nicolaas Jacobus de Wet, politico sudafricano (n. 1873)
- 1961 - Chen Geng, generale, politico e scrittore cinese (n. 1903)
- 1961 - Guido Guidotti Mori, politico e militare italiano (n. 1877)
- 1961 - Václav Talich, direttore d'orchestra e violinista ceco (n. 1883)
- 1962 - Vincent L. Eaton, scacchista, compositore di scacchi e bibliotecario statunitense (n. 1915)
- 1962 - Frederick Pentland, calciatore e allenatore di calcio inglese (n. 1883)
- 1962 - Aatos Jaskari, lottatore finlandese (n. 1904)
- 1963 - Alfred von Oberndorff, diplomatico tedesco (n. 1870)
- 1963 - Elisabetta Maria d'Asburgo-Lorena, nobile (n. 1883)
- 1963 - William Beveridge, economista e sociologo britannico (n. 1879)
- 1963 - Aage Brix, calciatore statunitense (n. 1894)
- 1965 - Giovanni Arenella, politico, partigiano e sindacalista italiano (n. 1920)
- 1965 - Jacob Bang, designer danese (n. 1899)
- 1965 - Antonio Bisigato, calciatore, allenatore di calcio e dirigente sportivo italiano (n. 1911)
- 1966 - Nicola Di Biase, ciclista su strada italiano (n. 1894)
- 1966 - Joel Stebbins, astronomo statunitense (n. 1878)
- 1967 - Orazio Bernardini, ammiraglio italiano (n. 1899)
- 1967 - Agostino Frassinetti, pallanuotista e nuotatore italiano (n. 1897)
- 1967 - James Friskin, pianista e compositore scozzese (n. 1886)
- 1967 - Oronzo Massari, politico e avvocato italiano (n. 1889)
- 1967 - Luigi Signorini Corsi, avvocato e collezionista d'arte italiano (n. 1897)
- 1968 - Mario Castelnuovo-Tedesco, compositore e pianista italiano (n. 1895)
- 1968 - June Collyer, attrice statunitense (n. 1906)
- 1968 - Gunnar Ekelöf, poeta e scrittore svedese (n. 1907)
- 1968 - Mimì Maria Lazzaro, pittore, scultore e scrittore italiano (n. 1905)
- 1968 - Eleonora Sears, tennista, giocatrice di squash e giocatrice di polo statunitense (n. 1881)
- 1968 - Francesco Maria Taliani de Marchio, diplomatico italiano (n. 1887)
- 1969 - Giuliano Taccola, calciatore italiano (n. 1943)
- 1970 - Jack Guerrini, cantante e attore italiano (n. 1937)
- 1970 - Tammi Terrell, cantante statunitense (n. 1945)
- 1971 - Bebe Daniels, attrice, cantante e ballerina statunitense (n. 1901)
- 1971 - Thomas E. Dewey, politico statunitense (n. 1902)
- 1972 - Pie Traynor, giocatore di baseball e allenatore di baseball statunitense (n. 1898)
- 1973 - Carl Benton Reid, attore statunitense (n. 1893)
- 1974 - Peter Celsing, architetto svedese (n. 1920)
- 1974 - Enrico Falqui, scrittore e critico letterario italiano (n. 1901)
- 1975 - Yoseph Colombo, rabbino italiano (n. 1897)
- 1975 - Oscar D'Agostino, chimico italiano (n. 1901)
- 1975 - Michiyoshi Doi, regista giapponese (n. 1926)
- 1975 - Oreste Magni, ciclista su strada italiano (n. 1936)
- 1975 - Svend Ringsted, calciatore danese (n. 1893)
- 1975 - T-Bone Walker, chitarrista e cantautore statunitense (n. 1910)
- 1976 - Ugo Bartesaghi, politico italiano (n. 1920)
- 1976 - Guido Corbellini, ingegnere e politico italiano (n. 1890)
- 1976 - Isidoro Fagoaga, tenore spagnolo (n. 1893)
- 1976 - Davide Fossa, politico italiano (n. 1902)
- 1976 - Nico Rijnders, calciatore olandese (n. 1947)
- 1977 - Luigi Galetti, calciatore italiano (n. 1909)
- 1977 - Kamal Jumblatt, politico libanese (n. 1917)
- 1977 - Cecil Woodham-Smith, storica e biografa britannica (n. 1896)
- 1978 - Giuseppe Bifolchi, partigiano e anarchico italiano (n. 1895)
- 1978 - Valeska Gert, ballerina, attrice e cabarettista tedesca (n. 1892)
- 1978 - Raffaele Iozzino, poliziotto italiano (n. 1953)
- 1978 - Oreste Leonardi, carabiniere italiano (n. 1926)
- 1978 - Georgi Nikolov, calciatore bulgaro (n. 1931)
- 1978 - Domenico Ricci, carabiniere italiano (n. 1934)
- 1978 - Giulio Rivera, poliziotto italiano (n. 1954)
- 1978 - Juan Rodolfo Wilcock, poeta, scrittore e critico letterario argentino (n. 1919)
- 1978 - Francesco Zizzi, poliziotto italiano (n. 1948)
- 1979 - Giuseppe Berti, politico italiano (n. 1901)
- 1979 - Dany Dauberson, cantante e attrice francese (n. 1925)
- 1979 - Eduardo Di Giovanni, avvocato e politico italiano (n. 1875)
- 1979 - François Gangloff, ginnasta francese (n. 1898)
- 1979 - Aage Meyer, lottatore danese (n. 1904)
- 1979 - Jean Monnet, politico francese (n. 1888)
- 1979 - Carmen de Icaza, scrittrice e giornalista spagnola (n. 1899)
- 1980 - Enzo Bonagura, poeta e paroliere italiano (n. 1900)
- 1980 - Neville Stephen D'Souza, calciatore indiano (n. 1932)
- 1980 - Susumu Kimura, ammiraglio giapponese (n. 1891)
- 1981 - Bill Baucom, attore statunitense (n. 1910)
- 1982 - Antonio Milani, militare e marinaio italiano (n. 1895)
- 1982 - Walter Rangeley, velocista britannico (n. 1903)
- 1983 - Freda Dudley Ward, nobildonna inglese (n. 1894)
- 1983 - Andrea Buonpadre, mafioso italiano (n. 1949)
- 1983 - Bohumil Durdis, sollevatore cecoslovacco (n. 1903)
- 1983 - Ettore Lo Gatto, slavista, traduttore e critico letterario italiano (n. 1890)
- 1983 - Gino Mangiavacchi, partigiano e operaio italiano (n. 1913)
- 1984 - Ennio Battelli, imprenditore e generale italiano (n. 1919)
- 1984 - Priamo Leonardi, ammiraglio italiano (n. 1888)
- 1984 - Enrico Quaranta, politico italiano (n. 1928)
- 1985 - Giuseppe Pognante, pittore italiano (n. 1894)
- 1985 - Jean Purdy, infermiera e biologa britannica (n. 1945)
- 1985 - Roger Sessions, compositore e critico musicale statunitense (n. 1896)
- 1985 - Eddie Shore, hockeista su ghiaccio, allenatore di hockey su ghiaccio e dirigente sportivo canadese (n. 1902)
- 1986 - Vera Molnar, attrice tedesca (n. 1923)
- 1987 - Zietta Liù, scrittrice e giornalista italiana (n. 1900)
- 1987 - Vivian Martin, attrice statunitense (n. 1893)
- 1987 - Raymond Passello, calciatore svizzero (n. 1905)
- 1987 - Isaak Pattiwael, calciatore indonesiano (n. 1914)
- 1987 - Rosario Romeo, storico e politico italiano (n. 1924)
- 1987 - Johann Otto von Spreckelsen, architetto danese (n. 1929)
- 1987 - Andrej Zazroev, calciatore sovietico (n. 1925)
- 1988 - Dorothy Adams, attrice statunitense (n. 1900)
- 1988 - Erich Probst, calciatore austriaco (n. 1927)
- 1989 - Edoardo Toscano, mafioso italiano (n. 1953)
- 1989 - Jesús María de Leizaola, politico spagnolo (n. 1896)
- 1990 - Fritz Ewert, calciatore tedesco (n. 1937)
- 1990 - Ric Grech, bassista e polistrumentista britannico (n. 1946)
- 1990 - Albert Hackett, attore e sceneggiatore statunitense (n. 1900)
- 1990 - Emanuele Piazza, poliziotto e agente segreto italiano (n. 1960)
- 1991 - Carlo Belli, giornalista, scrittore e critico d'arte italiano (n. 1903)
- 1991 - James Darcy Freeman, cardinale e arcivescovo cattolico australiano (n. 1907)
- 1991 - Trude Herr, attrice, cantante e direttrice teatrale tedesca (n. 1927)
- 1991 - Walter Georg Kühne, paleontologo tedesco (n. 1911)
- 1991 - Santa Scorese, italiana (n. 1968)
- 1992 - Giovanni Cattozzo, calciatore italiano (n. 1925)
- 1992 - Bruno Fischer, scrittore statunitense (n. 1908)
- 1992 - Shirley Pitts, truffatrice britannica (n. 1934)
- 1993 - Marija Barabanova, attrice sovietica (n. 1911)
- 1993 - Amerigo Bedetti, calciatore e arbitro di calcio italiano (n. 1907)
- 1993 - Natália Correia, scrittrice portoghese (n. 1923)
- 1993 - Muhammad Khan Junejo, politico pakistano (n. 1932)
- 1993 - Mohammad Hossein Naqdi, diplomatico iraniano (n. 1951)
- 1993 - Donald Randolph, attore statunitense (n. 1906)
- 1993 - Chishū Ryū, attore giapponese (n. 1904)
- 1993 - Giovanni Testori, scrittore, giornalista e poeta italiano (n. 1923)
- 1994 - Nicolas Flagello, compositore e direttore d'orchestra statunitense (n. 1928)
- 1994 - Mykola Kudryc'kyj, calciatore ucraino (n. 1962)
- 1994 - Hans Conrad Peyer, storico svizzero (n. 1922)
- 1995 - Simon Fraser, XV Lord Lovat, nobile e militare britannico (n. 1911)
- 1995 - Art Mollner, cestista e allenatore di pallacanestro statunitense (n. 1912)
- 1995 - Heinrich Sutermeister, compositore svizzero (n. 1910)
- 1996 - Jean Neuberth, pittore francese (n. 1915)
- 1996 - Sergij Vilfan, storico sloveno (n. 1919)
- 1996 - Edmond Weiskopf, calciatore francese (n. 1911)
- 1997 - Carlo Ambrogio Frigerio, politico italiano (n. 1953)
- 1997 - John White, canottiere statunitense (n. 1916)
- 1997 - Leda Gloria, attrice italiana (n. 1908)
- 1997 - Kustaa Aadolf Inkeri, astronomo e matematico finlandese (n. 1908)
- 1997 - Zvonko Monsider, allenatore di calcio e calciatore jugoslavo (n. 1920)
- 1998 - Derek Harold Richard Barton, chimico britannico (n. 1918)
- 1998 - Fernando Clemente, architetto e urbanista italiano (n. 1917)
- 1998 - Antonio Mazza, vescovo cattolico italiano (n. 1919)
- 1998 - Guillermo Verdugo, cestista cileno
- 1999 - Peter Farrell, allenatore di calcio e calciatore irlandese (n. 1922)
- 1999 - Ignazio Gardella, architetto, ingegnere e designer italiano (n. 1905)
- 2000 - Herta Bothe, militare tedesca (n. 1921)
- 2000 - Thomas Ferebee, militare statunitense (n. 1918)
- 2000 - Libero Mazza, prefetto e politico italiano (n. 1910)
- 2000 - Phil Terranova, pugile statunitense (n. 1919)

## XXI secolo(139)
- 2001 - Ivo Barbini, politico e partigiano italiano (n. 1923)
- 2001 - Isao Okawa, imprenditore giapponese (n. 1926)
- 2001 - Norma MacMillan, attrice e doppiatrice canadese (n. 1921)
- 2001 - Elio Scardamaglia, produttore cinematografico e regista italiano (n. 1920)
- 2001 - Maria Tasnady, attrice e cantante ungherese (n. 1911)
- 2001 - Bob Wollek, pilota automobilistico francese (n. 1943)
- 2002 - Carmelo Bene, attore, regista e drammaturgo italiano (n. 1937)
- 2002 - Renato Cardazzo, gallerista italiano (n. 1918)
- 2002 - Isaías Duarte Cancino, arcivescovo cattolico colombiano (n. 1939)
- 2002 - Alfredo Gatti, calciatore italiano (n. 1911)
- 2002 - Mario Lucertini, informatico italiano (n. 1947)
- 2003 - Eduardo Boza Masvidal, vescovo cattolico cubano (n. 1915)
- 2003 - Rachel Corrie, attivista statunitense (n. 1979)
- 2003 - Lars Passgård, attore svedese (n. 1941)
- 2004 - Rafael Bellido Caro, vescovo cattolico spagnolo (n. 1924)
- 2004 - Pasquale Frasconi, supercentenario italiano (n. 1893)
- 2004 - Shamseddin Seyed-Abbassi, lottatore iraniano (n. 1943)
- 2004 - Maria Simma, mistica austriaca (n. 1915)
- 2004 - Crato di Hohenlohe-Langenburg, nobile tedesco (n. 1935)
- 2005 - Arciso Artesiani, pilota motociclistico italiano (n. 1922)
- 2005 - Mohammed Bijeh, serial killer iraniano (n. 1982)
- 2005 - William Brown, ingegnere inglese (n. 1928)
- 2005 - Sergiu Cunescu, politico rumeno (n. 1923)
- 2005 - Ralph Erskine, architetto inglese (n. 1914)
- 2005 - Eric Johnston, pallanuotista australiano (n. 1914)
- 2005 - William Lehman, politico statunitense (n. 1913)
- 2006 - Jonathan Delisle, hockeista su ghiaccio canadese (n. 1977)
- 2006 - André Nguyễn Văn Nam, vescovo cattolico vietnamita (n. 1922)
- 2006 - Romeo Panciroli, arcivescovo cattolico italiano (n. 1923)
- 2006 - Giovanni Ruggeri, giornalista e scrittore italiano (n. 1928)
- 2006 - Livio Scarsi, fisico e astrofisico italiano (n. 1927)
- 2007 - Georges Bordonove, scrittore e biografo francese (n. 1920)
- 2007 - Cosimo Canelles, pittore italiano (n. 1930)
- 2007 - Pedro Cubilla, calciatore uruguaiano (n. 1933)
- 2007 - Jean Le Moal, pittore, incisore e decoratore francese (n. 1909)
- 2007 - Mou Zuoyun, cestista, allenatore di pallacanestro e dirigente sportivo cinese (n. 1913)
- 2007 - Laurence Picken, etnomusicologo e zoologo britannico (n. 1909)
- 2007 - Ernst Plener, calciatore tedesco (n. 1919)
- 2007 - Milton Wexler, psicoanalista statunitense (n. 1908)
- 2008 - Ivan Dixon, attore, produttore cinematografico e regista statunitense (n. 1931)
- 2008 - Lorenzo Ganadu, politico e avvocato italiano
- 2008 - Gary Hart, wrestler statunitense (n. 1942)
- 2008 - John Hewer, attore inglese (n. 1922)
- 2008 - Luitjen Jansen, bassista tedesco (n. 1947)
- 2008 - Bernard Rahis, calciatore francese (n. 1933)
- 2008 - Alma Manuela Tirone, medico, personaggio televisivo e imprenditrice italiana (n. 1952)
- 2009 - Raffaele Giura Longo, politico e storico italiano (n. 1935)
- 2009 - Nicholas Henderson, diplomatico e scrittore inglese (n. 1919)
- 2009 - Lucio Mandarà, sceneggiatore italiano (n. 1923)
- 2010 - Raffaele Bertoni, magistrato e politico italiano (n. 1927)
- 2011 - Vittorio Ghidella, ingegnere e dirigente d'azienda italiano (n. 1931)
- 2011 - Silvia Montefoschi, medico, biologa e psicoanalista italiana (n. 1926)
- 2011 - Francisco Olaya Morales, anarchico, sindacalista e storico spagnolo (n. 1923)
- 2011 - Marcello Vittorini, urbanista e ingegnere italiano (n. 1927)
- 2012 - Muhammad Abd-al-Rahman Barker, linguista, autore di giochi e scrittore statunitense (n. 1929)
- 2012 - Estanislao Basora, calciatore spagnolo (n. 1926)
- 2012 - Giancarlo Cobelli, attore, regista e mimo italiano (n. 1929)
- 2012 - Ed Dahler, cestista statunitense (n. 1926)
- 2012 - Dante Fortini, allenatore di calcio e calciatore italiano (n. 1935)
- 2012 - Gino Girolomoni, imprenditore e saggista italiano (n. 1946)
- 2012 - Roberto Morinini, calciatore e allenatore di calcio svizzero (n. 1951)
- 2012 - Takaaki Yoshimoto, poeta, critico letterario e filosofo giapponese (n. 1924)
- 2012 - Dieter Zechlin, pianista tedesco (n. 1926)
- 2013 - Giancarlo Garbelli, pugile italiano (n. 1931)
- 2013 - Jason Molina, cantautore statunitense (n. 1973)
- 2013 - Max Schirschin, allenatore di calcio e calciatore tedesco (n. 1921)
- 2013 - Marina Solodkin, politica israeliana (n. 1952)
- 2013 - Raciel Torres, calciatore cubano (n. 1981)
- 2014 - Carlos Marcio Camus Larenas, vescovo cattolico cileno (n. 1927)
- 2014 - Cesco Ciapanna, editore, giornalista e fotografo italiano (n. 1935)
- 2014 - Joseph Fan Zhongliang, vescovo cattolico cinese (n. 1918)
- 2014 - Mitch Leigh, compositore e produttore teatrale statunitense (n. 1928)
- 2014 - Renzo Ranuzzi, cestista e allenatore di pallacanestro italiano (n. 1924)
- 2014 - Cesare Segre, filologo, semiologo e ispanista italiano (n. 1928)
- 2015 - Nicola Bellisario, politico italiano (n. 1921)
- 2015 - Giovanni Cesareo, giornalista, scrittore e critico televisivo italiano (n. 1926)
- 2015 - Andy Fraser, bassista inglese (n. 1952)
- 2015 - Jack Haley, cestista e allenatore di pallacanestro statunitense (n. 1964)
- 2015 - Lev Kuznecov, schermidore sovietico (n. 1930)
- 2015 - Bianca Penco, letterata italiana (n. 1917)
- 2015 - Donald Irwin Robertson, pianista e cantautore statunitense (n. 1922)
- 2015 - Gustavo Selva, giornalista e politico italiano (n. 1926)
- 2015 - Pasquale Senatore, politico italiano (n. 1940)
- 2016 - Dino Dania, calciatore italiano (n. 1928)
- 2016 - Richard Griese, cestista e pallamanista tedesco (n. 1930)
- 2016 - Gene Short, cestista statunitense (n. 1953)
- 2016 - Frank Sinatra Jr., cantante e attore statunitense (n. 1944)
- 2016 - Alan Spavin, calciatore inglese (n. 1942)
- 2017 - James Cotton, armonicista, cantante e compositore statunitense (n. 1935)
- 2017 - Arne Høivik, calciatore norvegese (n. 1932)
- 2017 - Torgny Lindgren, scrittore svedese (n. 1938)
- 2017 - Luciana Plaino, cestista italiana (n. 1922)
- 2018 - Huang Wenpan, nuotatore cinese (n. 1995)
- 2018 - Louise Slaughter, politica statunitense (n. 1929)
- 2019 - Dick Dale, chitarrista statunitense (n. 1937)
- 2019 - Larry DiTillio, sceneggiatore e autore di giochi statunitense (n. 1948)
- 2019 - Richard Erdman, attore e regista statunitense (n. 1925)
- 2019 - Barbara Hammer, regista statunitense (n. 1939)
- 2019 - Mohamed Mahmoud Ould Louly, politico e militare mauritano (n. 1943)
- 2019 - Johann Maier, teologo e biblista austriaco (n. 1933)
- 2019 - Marta Melicharová, cestista cecoslovacca (n. 1941)
- 2019 - Julija Načalova, cantante e attrice russa (n. 1981)
- 2020 - Nicolas Alfonsi, politico francese (n. 1936)
- 2020 - Francesco Saverio Pavone, magistrato italiano (n. 1944)
- 2020 - Stuart Whitman, attore statunitense (n. 1928)
- 2021 - Armando De Stefano, pittore italiano (n. 1926)
- 2021 - David Dias Pimentel, vescovo cattolico portoghese (n. 1941)
- 2021 - Emilia Fadini, clavicembalista, pianista e musicologa italiana (n. 1930)
- 2021 - Mauro Favilla, politico italiano (n. 1934)
- 2021 - Ombretta Fumagalli Carulli, giurista e politica italiana (n. 1944)
- 2021 - Henry Kolowrat, schermidore statunitense (n. 1933)
- 2021 - Sabine Schmitz, pilota automobilistica e personaggio televisivo tedesca (n. 1969)
- 2021 - Turi Simeti, pittore e scultore italiano (n. 1929)
- 2021 - Bruno Tinti, magistrato, giornalista e editore italiano (n. 1942)
- 2022 - Piet Bukman, politico olandese (n. 1934)
- 2022 - Angelo Deodati, imprenditore e dirigente sportivo italiano (n. 1935)
- 2022 - Vic Fazio, politico statunitense (n. 1942)
- 2022 - Dick Knostman, cestista statunitense (n. 1931)
- 2022 - Kendall Rhine, cestista statunitense (n. 1943)
- 2022 - Enrico Rovini, calciatore italiano (n. 1928)
- 2022 - Slobodan Škrbić, calciatore jugoslavo (n. 1944)
- 2022 - Kunimitsu Takahashi, pilota motociclistico giapponese (n. 1940)
- 2023 - Ángel Fournier, canottiere cubano (n. 1987)
- 2023 - Patrick French, scrittore, biografo e storico britannico (n. 1966)
- 2023 - Paolo Ordanini, pianista, vibrafonista e sassofonista italiano (n. 1931)
- 2023 - Franco Rotelli, psichiatra italiano (n. 1942)
- 2024 - Herbert Finken, calciatore tedesco (n. 1939)
- 2024 - Dave Gunther, cestista e allenatore di pallacanestro statunitense (n. 1937)
- 2024 - Franz Isser, bobbista austriaco (n. 1932)
- 2024 - David Seidler, sceneggiatore britannico (n. 1937)
- 2024 - Claudio Tobia, calciatore e allenatore di calcio italiano (n. 1943)
- 2025 - Émilie Dequenne, attrice belga (n. 1981)
- 2025 - Peter Kocher, astronomo svizzero (n. 1939)
- 2025 - Andrej Lazarov, calciatore macedone (n. 1999)
- 2025 - Rob de Nijs, cantante olandese (n. 1942)
- 2025 - Dandy Bestia, chitarrista italiano (n. 1952)
- 2025 - Lucio Villari, storico italiano (n. 1933)
- 2025 - Alex Wheatle, scrittore britannico (n. 1963)
- 2025 - Jesse Colin Young, cantautore e chitarrista statunitense (n. 1941)